# Championnat du monde de Rubik's cube 2011
Navigation
Édition précédente Édition suivante
Le championnat du monde de Rubik's Cube 2011, organisé par la WCA, s'est déroulé à Bangkok (Thaïlande) du 14 au 16 octobre 2011.
Cette compétition aura accueilli 292 participants et 35 pays différents. Cette édition marque la dernière apparition du Rubik's Magic et du Master Magic en championnat du monde.

## Résultats
| Épreuves                              | Or                  | Argent                     | Bronze                     |
| ------------------------------------- | ------------------- | -------------------------- | -------------------------- |
| Rubik's cube                          | Michał Pleskowicz   | Rowe Hessler               | Feliks Zemdegs             |
| 2x2x2                                 | Feliks Zemdegs      | Michał Pleskowicz          | Nipat Charoenpholphant     |
| 4x4x4                                 | Feliks Zemdegs      | Giovanni Contardi          | Mats Valk                  |
| 5x5x5                                 | Feliks Zemdegs      | Dan Cohen                  | Yu Nakajima                |
| 6x6x6                                 | Feliks Zemdegs      | Dan Cohen                  | Bence Barát                |
| 7x7x7                                 | Bence Barát         | Kevin Hays                 | Feliks Zemdegs             |
| 3x3x3 à l'aveugle                     | Zane Carney         | Yuhui Xu                   | Muhammad Iril Khairul Anam |
| 3x3x3 résolution optimisée            | Sébastien Auroux    | Milán Baticz               | Daniel Sheppard            |
| 3x3x3 à une main                      | Arifumi Fushimi     | Yumu Tabuchi               | Nipat Charoenpholphant     |
| 3x3x3 avec les pieds                  | Henrik Buus Aagaard | Tong Boonrod               | Renhard Julindra           |
| Megaminx                              | Simon Westlund      | Bálint Bodor               | Oscar Roth Andersen        |
| Pyraminx                              | Jules Desjardin     | Oscar Roth Andersen        | Yohei Oka                  |
| Rubik's Clock                         | Daniel Sheppard     | Javier Tirado Ortiz        | Yu Sajima                  |
| Square-1                              | Dan Cohen           | Mats Valk                  | Takao Hashimoto            |
| 4x4x4 à l'aveugle                     | Aldo Feandri        | Chris Hardwick             | Simon Westlund             |
| 5x5x5 à l'aveugle                     | Chris Hardwick      | Muhammad Iril Khairul Anam | Daniel Sheppard            |
| 3x3x3 résolution multiple à l'aveugle | Marcell Endrey      | Zane Carney                | Daniel Sheppard            |
| Rubik's Magic                         | Bálint Bodor        | Cornelius Dieckmann        | Máté Horváth               |
| Master Magic                          | Máté Horváth        | Yoshiaki Hirayama          | Milán Baticz               |

## Tableau des médailles
| Rang  | Nation      | Or | Argent | Bronze | Total |
| ----- | ----------- | -- | ------ | ------ | ----- |
| 1     | Australie   | 5  | 1      | 2      | 8     |
| 2     | Hongrie     | 4  | 2      | 3      | 9     |
| 3     | États-Unis  | 2  | 5      | 0      | 7     |
| 4     | Japon       | 1  | 2      | 4      | 7     |
| 5     | Indonésie   | 1  | 1      | 2      | 4     |
| 6     | Danemark    | 1  | 1      | 1      | 3     |
| 7     | Pologne     | 1  | 1      | 0      | 2     |
| 7     | Allemagne   | 1  | 1      | 0      | 2     |
| 9     | Royaume-Uni | 1  | 0      | 3      | 4     |
| 10    | Suède       | 1  | 0      | 1      | 2     |
| 11    | France      | 1  | 0      | 0      | 1     |
| 12    | Thaïlande   | 0  | 1      | 2      | 3     |
| 13    | Pays-Bas    | 0  | 1      | 1      | 2     |
| 14    | Italie      | 0  | 1      | 0      | 1     |
| 14    | Chine       | 0  | 1      | 0      | 1     |
| 14    | Pays-Bas    | 0  | 1      | 0      | 1     |
| Total | Total       | 19 | 19     | 19     | 57    |